# Asipulo
Asipulo is een gemeente in de Filipijnse provincie Ifugao op het eiland Luzon. Bij de laatste census in 2007 had de gemeente ruim 13 duizend inwoners.

## Geografie

### Bestuurlijke indeling
Asipulo is onderverdeeld in de volgende 9 barangays:
- Amduntog
- Antipolo
- Camandag
- Cawayan
- Hallap
- Namal
- Nungawa
- Panubtuban
- Pula

## Demografie
Asipulo had bij de census van 2007 een inwoneraantal van 13.340 mensen. Dit zijn 1.046 mensen (8,5%) meer dan bij de vorige census van 2000. De gemiddelde jaarlijkse groei komt daarmee uit op 1,13%, hetgeen lager is dan het landelijk jaarlijks gemiddelde over deze periode (2,04%). Vergeleken met de census van 1995 is het aantal mensen met 3.376 (33,9%) toegenomen.

De bevolkingsdichtheid van Asipulo was ten tijde van de laatste census, met 13.340 inwoners op 182,87 km², 72,9 mensen per km².